# Afridinae
Afridinae is een onderfamilie van motten in de familie visstaartjes (Nolidae). De onderfamilie bestaat uit slechts één geslacht, Afrida, dat voorheen deel uitmaakte van de stam Lithosiini in de onderfamilie beervlinders (Arctiinae).

## Geslacht en soorten
- Afrida Möschler, 1886

- Afrida amphithrepta Dyar, 1913
- Afrida basiposis Dyar, 1913
- Afrida basipunctata Rothschild, 1913
- Afrida ciliata Hampson, 1900
- Afrida claricosta Dyar, 1913
- Afrida coagulata Dyar, 1913
- Afrida cosmiogramma Dyar, 1913
- Afrida charientisma Dyar, 1913
- Afrida flavifera Dognin, 1914
- Afrida gymnes Dyar, 1913
- Afrida hemicycla Hampson, 1918
- Afrida interdicta Dyar, 1913
- Afrida larentiata Reich, 1933
- Afrida melampages Dyar, 1914
- Afrida melenita Dognin, 1911
- Afrida melicerta Druce, 1885
- Afrida mesomelaena Hampson, 1914
- Afrida minuta Druce, 1885
- Afrida oligoglotta Dyar, 1913
- Afrida parvula Schaus, 1911
- Afrida phasma Dyar, 1913
- Afrida pnixis Dyar, 1913
- Afrida polyglotta Hampson, 1914
- Afrida sceletozona Hampson, 1914
- Afrida superciliosa Dyar, 1913
- Afrida tortricifacies Dyar, 1913
- Afrida tortriciformis Möschler, 1886
- Afrida viridifera Hampson, 1914
- Afrida zoephila Dyar, 1913
- Afrida zolda Dyar, 1913